# Vloeipunt
Het vloeipunt is een kenmerk van aardolie, aardolieproducten zoals smeeroliën, huisbrandolie en diesel, biodiesel en andere vloeibare producten. Het is de laagste temperatuur waarbij het product nog net vloeibaar is. Het vloeipunt geeft daarmee aan wat de laagste temperatuur is waarbij het product nog verpompbaar is. Dergelijke producten bevatten een kleine hoeveelheid wasachtige stoffen in oplossing. Als de temperatuur daalt gaan die neerslaan, wat eerst voor een vertroebeling van de vloeistof zorgt bij het zogenaamde cloud point (troebelingspunt). Wanneer de temperatuur verder daalt zal het product op een bepaald ogenblik niet meer vloeien en kan het verstoppingen veroorzaken in leidingen en pompen.
Voor de bepaling van het vloeipunt zijn er standaarden vastgelegd, waaronder de Amerikaanse norm ASTM D97 en de internationale norm ISO 3016 voor de bepaling van het vloeipunt van aardolieproducten. De bepaling van het vloeipunt kan gebeuren:
- met een kantelend reservoir (meetmethode volgens ASTM D5985): een hoeveelheid van het te testen product wordt in een kantelbaar reservoir geplaatst. Bij steeds lagere temperatuur wordt het reservoir gekanteld en wordt nagegaan of het product in het reservoir nog vloeit;
- met een roterend reservoir (meetmethode volgens ASTM D97 / D5853): een cilinder gevuld met het product draait langzaam rond terwijl de temperatuur wordt verlaagd. In het product is een temperatuursensor gedompeld. Zolang het product vloeibaar is blijft de sensor op zijn plaats maar wanneer de viscositeit van het product te hoog is gaat de sensor met het product mee roteren en deze verandering in positie wordt gedetecteerd.

Er zijn toestellen op de markt die automatisch zowel het cloud point als het pour point (Engelse term voor vloeipunt) kunnen bepalen.